# Дочка короля Ельфландії
Дочка короля Ельфландії (англ. The King of Elfland's Daughter) — фентезійний роман 1924 року ірландського фантаста лорда Дансені. Її широко визнають одним із найвпливовіших і найвідоміших творів у всій фантастичній літературі. Після першого випуску роман був відносно невідомим, але отримав широке визнання критиків після перевидання у 1969 році.

## Сюжет
Парламент Ерла приходять до старого лорда з дивним проханням: вони хочуть, щоб їхнім правителем був чарівник, щоб непомітна долина стала відомою на весь світ. Лорд розуміє недалекоглядність цього прохання, але за законом змушений виконати її, і велить своєму синові Алверику вирушити до Ельфландії, щоб узяти за дружину її принцесу.
Алверик розуміє, що хоч меч його батька і гарний, але марний у чарівній країні, і просить допомоги у відьми Зірундерель, з якою він мав добрі стосунки, оскільки колись він не відвів погляду від її справжнього старечого вигляду. Відьма робить йому чарівний меч «з блискавок» (також натякається, що він із метеоритного заліза). З цим мечем Алверик переступає кордон Ельфландії, що лежить недалеко від Ерла. Його зустрічає місцеве чаклунство, яке спрямовує дерева на чужинців. Спочатку Алверик бореться звичайним мечем, але це виявляється складно, і він бере чарівний, який позбавляє дерева чарів. Потім біля чудового палацу Алверик зустрічає саму принцесу Ліразель і розповідає їй про людські землі. Ця розповідь захоплює ельфійську принцесу, і вона погоджується йти з нею. Алверику доводиться ще битися з ельфійською вартою, і потім він біжить разом з Ліразель, поки її батько не встиг застосувати одну з трьох могутніх рун.
Повернувшись, Алверик виявляє, що минуло близько 10-12 років, адже в Ельфландії час протікає по-іншому. Його батько, старий лорд, помер, але в іншому мало що змінилося в долині. Алверик стає новим лордом та одружується з Ліразель (хоча священнослужитель-фріар спочатку противиться цьому, і взагалі погано ставиться до створінь Ельфландії). У Алверика та Ліразель народжується син. Його нянею стає відьма Зірундерель, оскільки вона єдина, хто розуміє і магію, і наш звичайний світ із його вихованням дітей. Разом із матір'ю вони наповнюють його потягом до чудового. Батьки довго не можуть дати ім'я синові, оскільки Ліразель боїться, що злі духи почують це ім'я і зроблять хлопцеві погано. Але врешті-решт вона називає його Оріон, на честь сузір'я, оскільки вона знаходить зірки найпрекраснішим у ведених нам полях.
Минають роки, але Ліразель все ніяк не може звикнути до нашого світу. Зокрема, вона ніяк не може навчитися правильно вшановувати святині фріара і не розуміє, чому не можна молитися зіркам, що особливо злить Алверика. І її батько, король Ельфландії, тим часом вигадує план, як повернути її. Він пише одну з могутніх рун на папері і віддає записку тролю Лурулу, щоб той доставив її дочці. Троль відразу вирушає (поки йшли приготування, у світі минуло десять років), під час справи захоплює Оріона своїми стрибками, і віддає руну Ліразель. Та розуміє, що у конверті, тому відкладає його. Але коли туга за Ельфландією остаточно бере своє, вона все ж таки дивиться на руну, і в пориві вітру і натхнення летить додому. Алверік вирушає в погоню, але бачить, що Ельфландія відступає, залишаючи на місці себе тільки кам'яну пустку, і зрідка спогади. Але Алверик багато днів уперто йде вперед цією пусткою, поки не знесилює і розуміє, що їжі ледве вистачить на дорогу назад.
Повернувшись до Ерла, він споряджає більшу експедицію. Правда, шукати Ельфландію погоджуються лише різні диваки, та пастух, який звик бути на віддалі від людей. Іти вони вирішують уздовж кам'яної пустки — може, десь Ельфландія ще лишилася. І розуміючи, що серйозними методами знайти Ельфландію не вийде, Алверик призначає керівником хлопчика, найдивовижнішого в їхній компанії. Їхня подорож триватиме багато років.
Оріон про себе запитує, куди поділася його мати. І коли нарешті ставить няні-відьмі пряме запитання, та у пориві відповідає, що її поманили ліси. Оріон розуміє це буквально, і тоді його починають манити звичайні ліси. Він просить двох місцевих мисливців брати його з собою та розповідати йому про полювання. І коли він виростає, то стає прекрасним мисливцем, до пари герою, на честь якого було названо сузір'я, що дав йому ім'я.
Оскільки Ельфландія почала цуратися чарівного меча Алверика, вона відходила від нього, але коли він залишив Ерл, повернулася в цю долину. І Оріон побачив її кордон. І тоді його почало приваблювати полювання лише на єдинорогів. Якось на такому полюванні він зустрічає троля Лурулу, який виходив пограти з лисицею, з якою потоваришував під час своєї місії. Оріон запрошує його допомогти з полюванням. Троль погоджується, і з ним полювання проходить упевненіше. І в Лурула виникла ідея запросити інших тролів, щоб кожен гнав одного собаку. Спочатку тролі бояться йти у людські землі, їх лякає дуже стрімкий час, але зрештою Лурулу їх переконує. Потім він також заманює на полювання блукаючі болотяні вогники — жителів Ельфландії. А за тролями і вогниками в Ерл прямують й інші жителі Ельфландії. Члени парламенту Ерла, які до цього все ставили собі питання, чи не став нарешті їх правитель чарівником, тепер вирішують, що магії в Ерлі стало аж надто багато, і шкодують за своє бажання.
Тим часом експедиція Алверика йде, не бачачи кінця. Поступово диваки з його команди вирішують повернутися до звичайного життя, і пастух зневіряється, і вони один за одним залишають експедицію. Залишаються тільки двоє найдивакуватіших, у тому числі той хлопчик, тепер уже дорослий. Алверик зустрічає чарівника і запитує, у чому справа. У своїй вежі в книзі, що говорить тільки про майбутнє, маг вичитує, що Алверик ніколи не побачить Ельфландію, поки не розлучиться з мечем. Засмучений, Алверик повертається і зустрічає Зірундерель, яка пояснює в чому справа і дає йому способи позбавити меч чарівної сили, щоб підступила Ельфландія, і повернути чарівну силу назад, щоб не залишитися в Ельфландії беззбройним. І так Алверик вступає в чарівну країну і радісний сурмить у горн. Але у двох диваків прокидаються ревнощі до чудес Ельфландії, і вони забирають лорда з чарівної країни, відбирають меч і ведуть назад до Ерла, всім зустрічним так хитро все уявляючи, ніби Алверик — божевільний, а вони нормальні.
А в Ельфрандії Ліразель, яка нескінченну мить перебувала в спокої на колінах у батька, чує горн Алверика, і тоді в ній прокидається туга за людськими землями. Вона розривається між двома світами і благає батька зробити так, щоб хоч Алверик, Оріон і невеликий садок з людських земель були з нею в Ельфландії. Тоді Король використовує останню із трьох могутніх рун, і Ельфландія накриває Ерл разом з Оріоном, Алвериком та всіма жителями. Тільки навколо будинку фріара створюється маленький нечарівний «острівець», де він залишається жити разом з іншими надто підозрілими до магій, але вони залишаються цим цілком задоволені.